# Just Love
Just Love ist das sechste Studioalbum der japanischen Sängerin Kana Nishino. Das Album wurde am 15. Juli 2016 in Japan veröffentlicht und debütierte in der ersten Woche auf Platz 1 mit 126.234 verkauften Einheiten in den Oricon-Charts in Japan.

## Details zum Album
Alle Lieder bis auf Kimi ga Suki wurden von Nishino selbst geschrieben – Kimi ga Suki entstand kollaborativ mit dem Songwriter Saeki YouthK. Das Studioalbum debütierte in der ersten Verkaufswoche auf Platz 1 der wöchentlichen Oricon-Album-Charts und hielt die Höchstpositionierung für zwei aufeinanderfolgende Wochen. Das Studioalbum genoss große Popularität aufgrund ihrer zuvor veröffentlichten Singles, die mit einer Art von japanischem Kawaii-Country-Pop-Stil viele Platin-Zertifizierungen bekamen. Das populärste Lied der Just Love-Ära ist Torisetsu (トリセツ), das erstmals seit Distance (2011) als Single mit Gold ausgezeichnet wurde. Im Rahmen der Just Love-Ära war Kana für die 2016 MTV Video Music Awards Japan in den Kategorien Album of the Year (Album des Jahres), Best Pop Song für Anata no Sukina Tokoro und Best Female Artist Video nominiert.
Neben der regulären CD-Version wurde eine CD/DVD-Version veröffentlicht, die die Musikvideos mit den jeweiligen Making-ofs von Moshimo Unmei no Hito ga Iru no Nara, Torisetsu und Anata no Sukina Tokoro enthält. Für mehr als 250.000 verkaufte Einheiten wurde das Album von der RIAJ mit Platin ausgezeichnet.

## Titelliste

### CD
| #   | Titel                                                           | Übersetzung                           | Länge |
| --- | --------------------------------------------------------------- | ------------------------------------- | ----- |
| 1.  | “Prologue”: Let’s Go                                            | „Prolog“: Los geht es                 | 2:12  |
| 2.  | Have a Nice Day                                                 | Ich wünsche euch einen schönen Tag!   | 4:28  |
| 3.  | You & Me                                                        | Du und Ich                            | 4:02  |
| 4.  | Torisetsu トリセツ                                              | Bedienungsanleitung                   | 4:19  |
| 5.  | Yeah                                                            | Yeah                                  | 3:56  |
| 6.  | Wish Upon a Star                                                | Wunsch an einen Stern                 | 2:36  |
| 7.  | Kimi ga Suki 君が好き                                           | Ich mag dich                          | 4:03  |
| 8.  | Moshimo Unmei no Hito ga Iru no Nara もしも運命の人がいるのなら | Wenn ich einen Seelenverwandten hätte | 5:25  |
| 9.  | Thank You Very Much                                             | Vielen Dank                           | 4:46  |
| 10. | Holiday                                                         | Urlaub                                | 4:09  |
| 11. | I Wanna See You Dance                                           | Ich will dich tanzen sehen            | 4:06  |
| 12. | Set Me Free                                                     | Befreie mich                          | 4:42  |
| 13. | Life Is Good                                                    | Das Leben ist gut                     | 4:22  |
| 14. | Anata no Sukina Tokoro あなたの好きなところ                     | Deine Liebinlingsorte                 | 4:44  |
| 15. | “Epilogue”: Just Love                                           | „Epilog“: Einfach nur Liebe           | 2:11  |

### DVD
| #  | Titel                                | Anmerkung                                           |
| -- | ------------------------------------ | --------------------------------------------------- |
| 1. | Moshimo Unmei no Hito ga Iru no Nara | Video Clip                                          |
| 2. | Moshimo Unmei no Hito ga Iru no Nara | Video Clip Making                                   |
| 3. | Torisetsu                            | Video Clip                                          |
| 4. | Torisetsu                            | Video Clip Making                                   |
| 5. | Anata no Sukina Tokoro               | Video Clip                                          |
| 6. | Anata no Sukina Tokoro               | Video Clip Making                                   |
| 7. | Have a Nice Day                      | Live Clip from The Nishino Family Secret Party 2016 |

## Verkaufszahlen und Charts-Platzierungen
Während ihr vorheriges Studioalbum With Love in Japan sich in der ersten Woche 100.111-mal verkaufte, konnte Just Love mit 126.234 verkauften Einheiten in der Debütwoche fast 30.000 Platten mehr absetzen. Insgesamt belegte es an 18 unchronologischen Tagen die tägliche Höchstplatzierung in den Oricon-Charts und erreichte an drei Wochen die wöchentliche Höchstplatzierung, wobei sich das Album die ersten zwei Wochen chronologisch die Höchstplatzierung sicherte. Just Love verkaufte sich knapp 40.000-mal mehr als With Love und brach zudem die Marke von 300.000 verkauften Einheiten.
In Südkorea debütierte das Album in der ersten Woche auf #9 der Gaon-Übersee-Album-Charts und hielt sich für zwei Wochen in den Top 100. Für Juli 2016 landete das Album auf #45 der monatlichen Gaon-Übersee-Album-Charts mit nur 125 verkauften Einheiten.

### Charts
| Charts                                                      | Positionen |
| ----------------------------------------------------------- | ---------- |
| Tägliche Oricon Album-Charts                                | 1          |
| Wöchentliche Oricon Album-Charts                            | 1          |
| Monatliche Oricon-Album-Charts                              | 2          |
| Jährliche Oricon Album-Charts (2016)                        | 13         |
| Wöchentliche Oricon Digital-Album-Charts                    | 14         |
| Billboard Japan Hot Albums                                  | 1          |
| Billboard Japan Top Album Sales                             | 1          |
| Wöchentliche Gaon-Übersee-Album-Charts (Südkorea)           | 9          |
| Monatliche Gaon-Übersee-Album-Charts (Juli 2016 – Südkorea) | 45         |

### Verkäufe
| Charts                                                              | Erste Woche  | Insgesamt | Charts-Aufenthalt |
| ------------------------------------------------------------------- | ------------ | --------- | ----------------- |
| Oricon Album-Charts Zählt Verkäufe von physischen Tonträgern        | 126.234      | 306.428   | 66 Wochen         |
| Oricon Digital-Album-Charts Zählt Verkäufe von digitalen Tonträgern | 465          | 5.576     | Neun Wochen       |
| Gaon-Album-Charts Zählt Verkäufe von physischen Tonträgern          | Keine Angabe | 125       | Zwei Wochen       |
| Gesamtverkäufe                                                      | 312.129      | 312.129   | 312.129           |